# Johnny Vai à Guerra
Johnny Vai à Guerra é um livro de Dalton Trumbo publicado pela primeira vez em setembro de 1939 por  J. B. Lippincott. O romance é comumente visto como aquele que promove ideais anti-guerra, mas quando lido mais fundo, pode-se ver que as opiniões de guerra de Trumbo lançam luz sobre a humanidade como um todo e não apenas sobre os horríveis aspectos da guerra. O romance ganhou um dos primeiros National Book Awards: o Livro Mais Original de 1939.

## Personagens
- Joe Bonham: narrador e protagonista.
- Enfermeira regular do dia
- Bill Bonham, pai de Johnny. Cortejou a mãe de Joe e criou a família com ela no Colorado.

## Sinopse
Joe Bonham é um recruta servindo na Primeira Guerra Mundial. Um dia, acorda em uma cama de hospital e percebe que perdeu sua mobilidade e sentidos — braços, pés, olhos, nariz, orelhas, lingua, maxilares e toda a face perderam suas funções —, mas continua lúcido. deprimido, tenta matar-se por sufocamento, mas uma traqueostomia o impediu. Tenta comunicar-se com os médicos batendo a cabeça em código Morse na estrutura da cama, e pede para ser posto em uma cuba de vidro para viajar pelo país e mostrar à população o horror verdadeiro da guerra. Deseja morrer, mas esse pedido nunca é atendido.
Nos devaneios, recorda sua infância e mitifica a namorada, confundindo-a às vezes com a enfermeira.

## O título
Johnny Got His Gun era uma frase usada como slogan para convocar jovens norte-americanos a se alistar nas forças armadas no final do século XIX e início do século XX. Essa frase foi popularizada na canção "Over There", de George M. Cohan, gravada no primeiro ano de participação dos Estados Unidos na Primeira Guerra Mundial. Outras vozes, como Al Jolson, Nora Bayes e até Enrico Caruso gravaram com sucesso essa canção naquela época. O grupo de punk-rock Plebe Rude também fez uma homenagem ao título com a música "Johnny vai à Guerra (Outra Vez)". A banda de Thrash metal Metallica gravou a música One, do álbum ...And Justice For All baseada na história do protagonista.